# أفوس
أفوس (بالفارسية: افوس) هي مدينة تقع  في أصفهان في إيران. يقدر عدد سكانها بـ 3,805 نسمة .

## معرض الصور

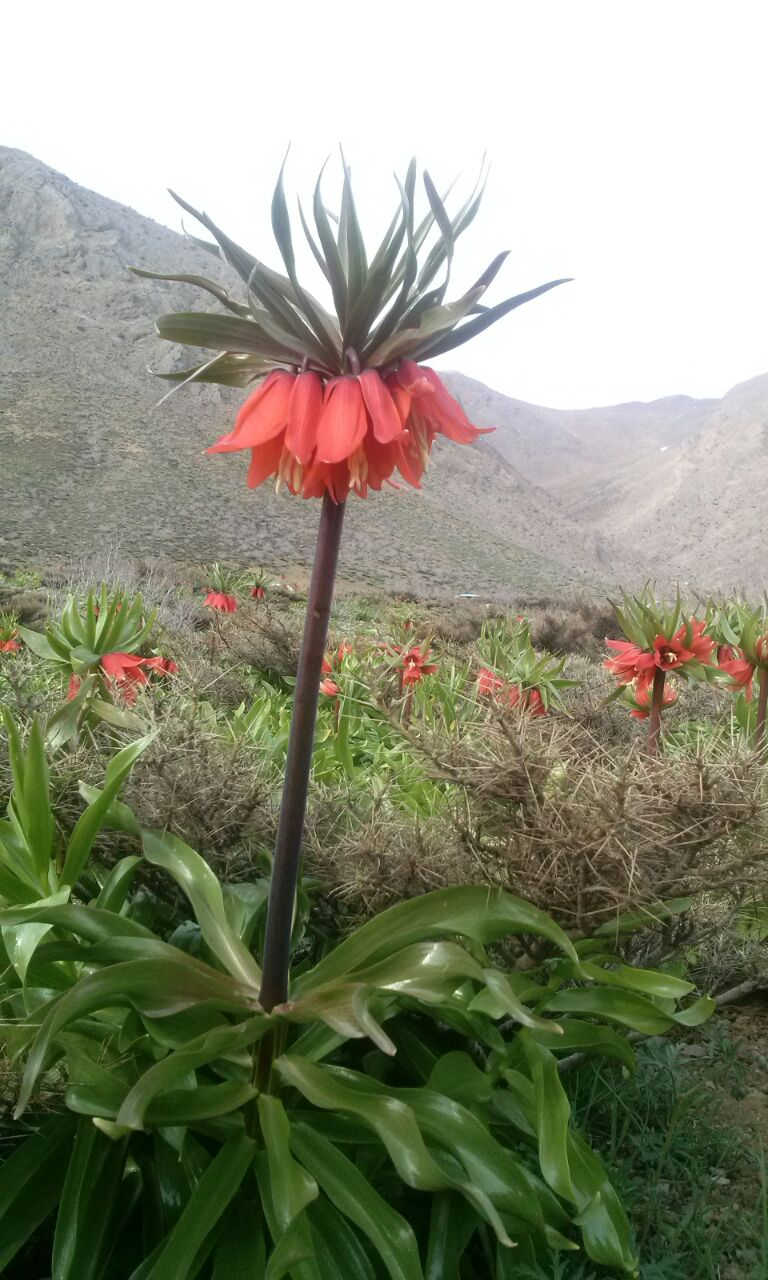
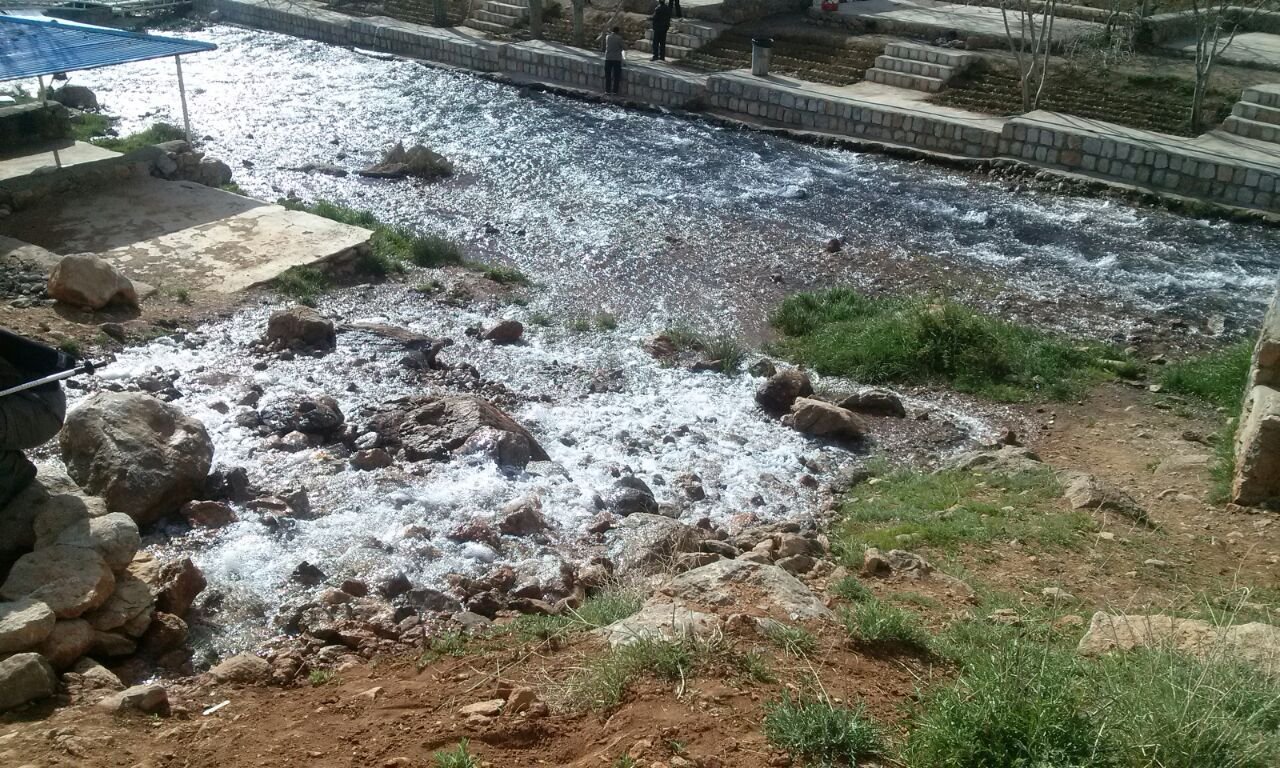
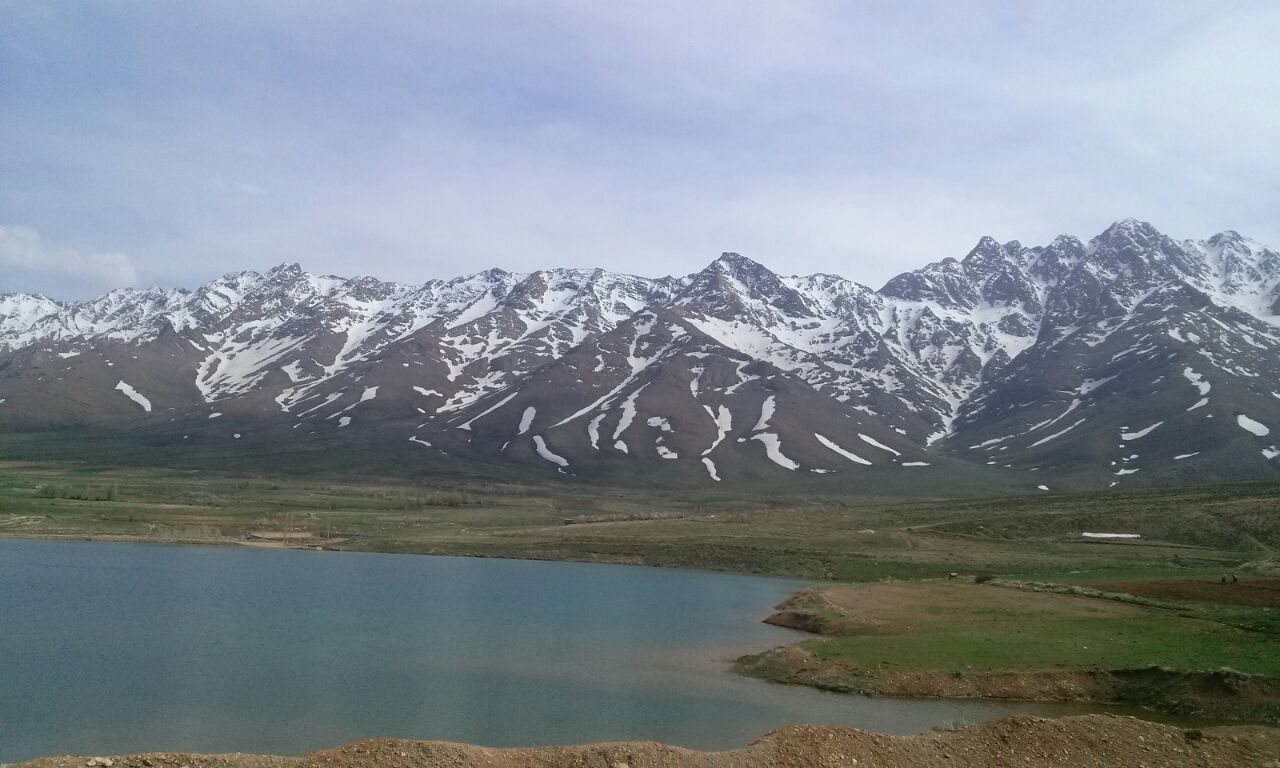
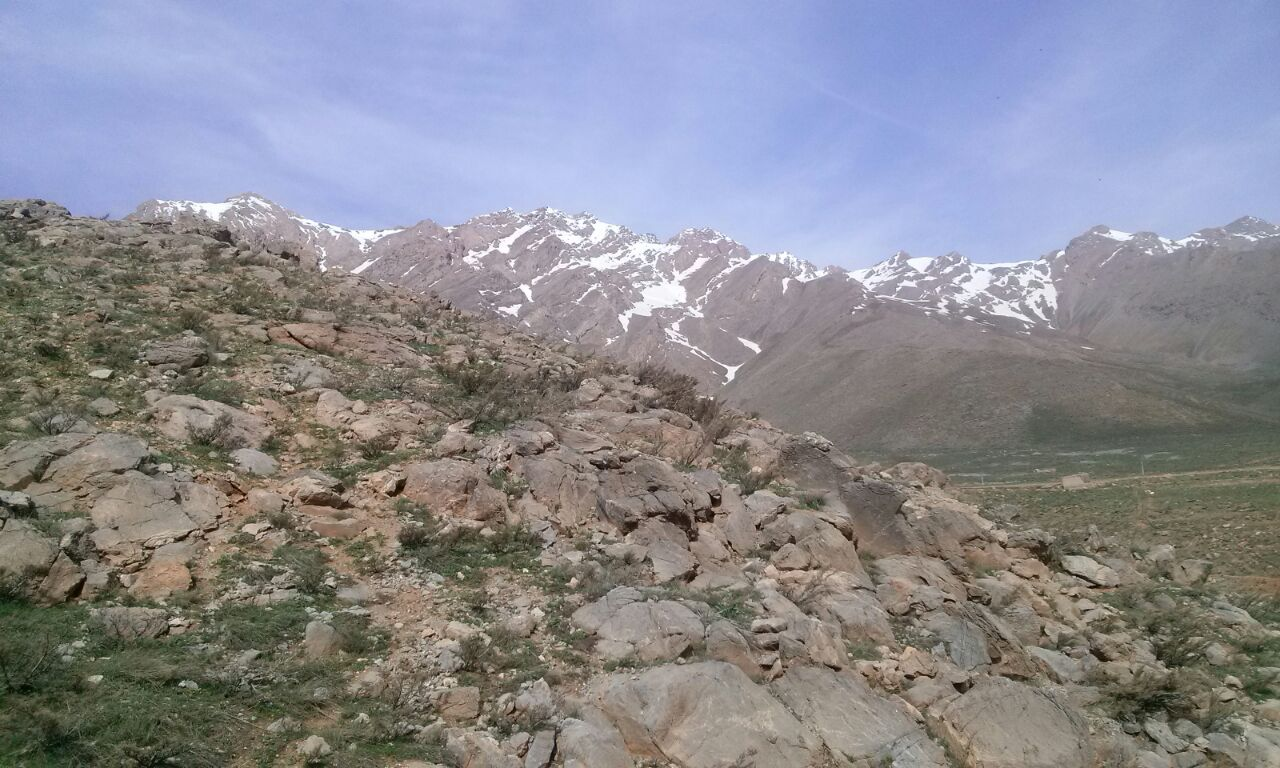
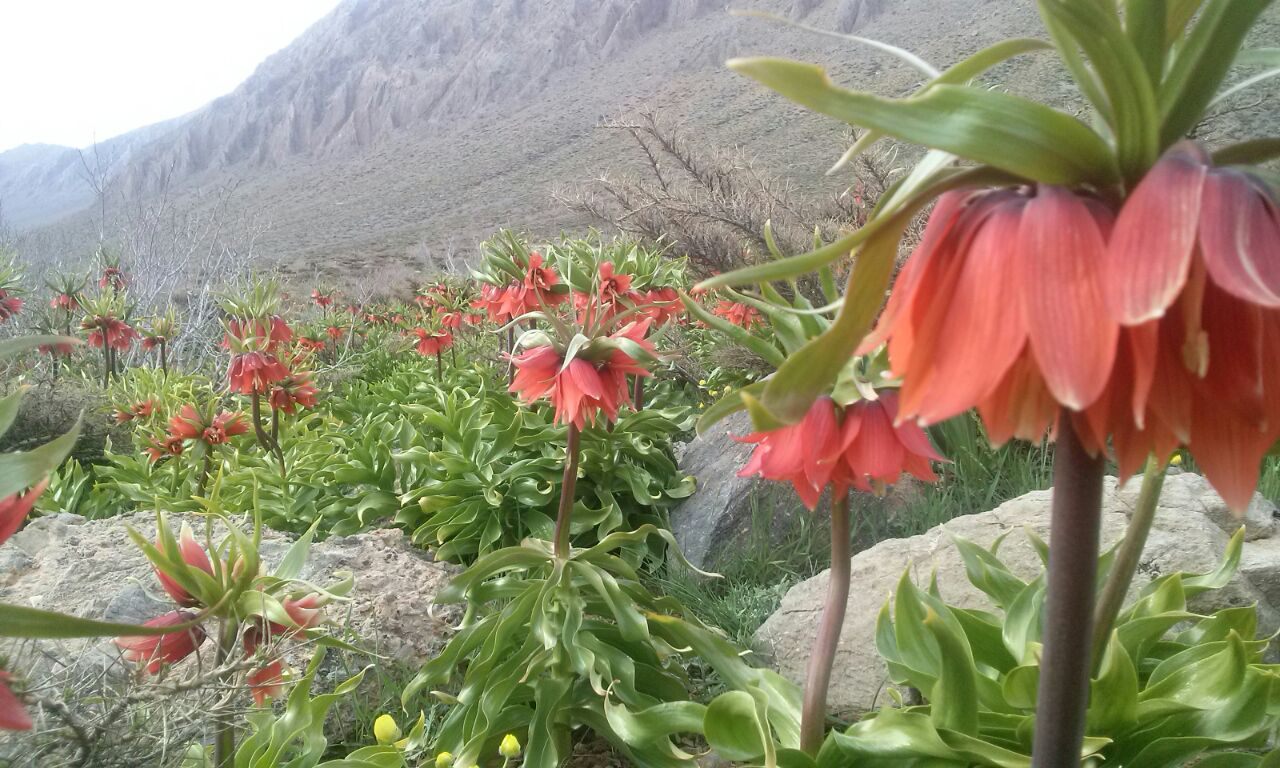
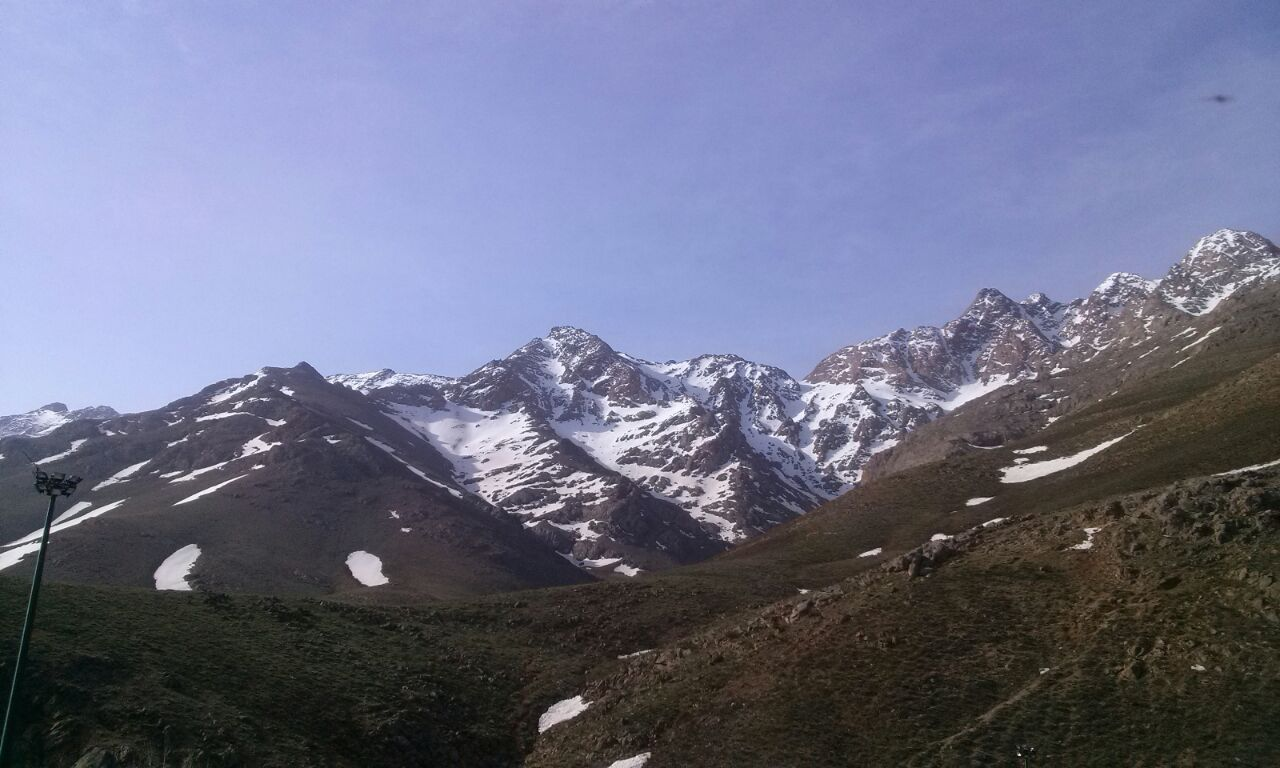